# ドスラレドス・オウルズ
ドスラレドス・オウルズ (英語: Dos Laredos Owls、テコロテス・デ・ロス・ドス・ラレードス (スペイン語: Tecolotes de los Dos Laredos) は、メキシコ合衆国タマウリパス州ヌエボ・ラレドに本拠地を置くリーガ・メヒカーナ・デ・ベイスボルのプロ野球チームである。
本拠地球場はエスタディオ・ヌエボ・ラレド。マイナーリーグAAAクラスを与えられている。
2018年にベラクルス・レッドイーグルスがヌエボ・ラレドへ移転し、球団名が「ドスラレドス・オウルズ」に変更となる